# Número plástico
| Número plástico ρ                                                                       |                                                                                                   |
| Los triángulos con lados en proporción {\displaystyle \rho } forman una espiral cerrada |                                                                                                   |
| Binario                                                                                 | 1.01010011001000001011...                                                                         |
| Decimal                                                                                 | 1.32471795724474602596...                                                                         |
| Hexadecimal                                                                             | 1.5320B74ECA44ADAC1788...                                                                         |
| Fracción continua                                                                       | [1; 3, 12, 1, 1, 3, 2, 3, 2, 4, 2, 141, 80 ...]                                                   |
| Fórmula                                                                                 | {\displaystyle {\sqrt[{3}]{\frac {9+{\sqrt {69}}}{18}}}+{\sqrt[{3}]{\frac {9-{\sqrt {69}}}{18}}}} |

En matemáticas, el número plástico ρ (también conocido como constante plástica, relación plástica, número de Pisot mínimo, número de platino, número de Siegel o, en francés, le nombre radiant) es una constante matemática que es la única solución real de la ecuación de tercer grado:
{\displaystyle x^{3}=x+1.}
Su valor exacto es:
{\displaystyle \rho ={\sqrt[{3}]{\frac {9+{\sqrt {69}}}{18}}}+{\sqrt[{3}]{\frac {9-{\sqrt {69}}}{18}}}.}
Su expansión decimal comienza con 1.324717957244746025960908854....

## Propiedades

Los cuadrados con lados en proporción también forman una espiral cerrada

### Recurrencia
Las potencias del número plástico A(n) = ρn satisfacen la relación de recurrencia lineal de tercer orden A(n) = A(n − 2) + A(n − 3) para n > 2. Por lo tanto, es la relación límite de términos sucesivos de cualquier secuencia entera (distinta de cero) que satisfaga la mencionada recurrencia, como la sucesión de Padovan (también conocida como números de Cordonnier), los números de Perrin y los números de Van der Laan, y mantiene relaciones con estas secuencias similares a las relaciones del número áureo con los números de Fibonacci y los de Lucas de segundo orden, similares a las relaciones entre el número plateado y los números de Pell.
El número plástico satisface la recurrencia dada por el radical infinitamente jerarquizado:
{\displaystyle \rho ={\sqrt[{3}]{1+{\sqrt[{3}]{1+{\sqrt[{3}]{1+\cdots }}}}}}.}

### Teoría de números
Debido a que el número plástico está asociado al polinomio mínimo x3 − x − 1 = 0,, también es una solución de la ecuación polinómica p(x) = 0 para cada polinomio p que sea múltiplo de x3 − x − 1,, pero no para ningún otro polinomio con coeficientes enteros. Dado que el discriminante de su polinomio mínimo es −23, su cuerpo de descomposición sobre los números racionales es {\displaystyle \mathbb {Q} ({\sqrt {-23}},\rho ).}. Este campo también es un campo de clase de Hilbert de {\displaystyle \mathbb {Q} ({\sqrt {-23}}).}. Como tal, se puede expresar en términos de la función eta de Dedekind {\displaystyle \eta (\tau )} con el argumento {\displaystyle \tau ={\tfrac {1+{\sqrt {-23}}}{2}}},
{\displaystyle \rho ={\frac {-1}{z^{23}}}{\frac {\eta (\tau )}{{\sqrt {2}}\,\eta (2\tau )}}=1.3247\dots }
y raíz de la unidad {\displaystyle z=e^{2\pi i/48}}. De manera similar, para la súper razón áurea con argumento {\displaystyle \beta ={\tfrac {1+{\sqrt {-31}}}{2}}},
{\displaystyle \psi ={\frac {-1}{z^{23}}}{\frac {\eta (\beta )}{{\sqrt {2}}\,\eta (2\beta )}}=1.4655\dots }
Además, el número plástico es el número de Pisot-Vijayaraghavan más pequeño. Sus conjugados son
{\displaystyle \left(-{\frac {1}{2}}\pm {\frac {\sqrt {3}}{2}}i\right){\sqrt[{3}]{\frac {9+{\sqrt {69}}}{18}}}+\left(-{\frac {1}{2}}\mp {\frac {\sqrt {3}}{2}}i\right){\sqrt[{3}]{\frac {9-{\sqrt {69}}}{18}}}\approx -0.662359\pm 0.56228i,}
de valor absoluto≈0.868837 (sucesión A191909 en OEIS). Este valor también es {\displaystyle {\frac {1}{\sqrt {\rho }}}} porque el producto de las tres raíces del polinomio mínimo es 1.

### Trigonometría
El número plástico se puede escribir usando la función hiperbólica (cosh) y su inversa:
{\displaystyle \rho ={\frac {2{\sqrt {3}}}{3}}\cosh \left({\frac {1}{3}}\cosh ^{-1}\left({\frac {3{\sqrt {3}}}{2}}\right)\right).}
(véase ecuación de tercer grado).

### Geometría

Tres particiones de un cuadrado en rectángulos semejantes

Hay precisamente tres formas de dividir un cuadrado en tres rectángulos semejantes:
1. La solución trivial dada por tres rectángulos congruentes con una relación de aspecto de 3:1.
2. La solución en la que dos de los tres rectángulos son congruentes y el tercero tiene el doble de longitud de lado que los otros dos, donde los rectángulos tienen una relación de aspecto de 3:2.
3. La solución en la que los tres rectángulos son todos de diferentes tamaños y donde tienen una relación de aspecto ρ2. Las proporciones de los tamaños lineales de los tres rectángulos son: ρ (grande:mediano); ρ2 (mediano:pequeño); y ρ3 (grande:pequeño). El borde largo interno del rectángulo más grande (la línea que divide todo el cuadrado) divide dos de los cuatro bordes del cuadrado en dos segmentos, cada uno de los cuales se encuentra entre sí en la proporción ρ. El borde corto interno y coincidente del rectángulo mediano y el borde largo del rectángulo pequeño divide uno de los otros dos bordes del cuadrado en dos segmentos que están entre sí en la proporción ρ4.

El hecho de que un rectángulo de relación de aspecto ρ2 pueda usarse para disecciones de un cuadrado en rectángulos similares es equivalente a una propiedad algebraica del número ρ2 relacionada con el teorema de Routh-Hurwitz: todos sus conjugados tienen una parte real positiva.

## Historia y nombres

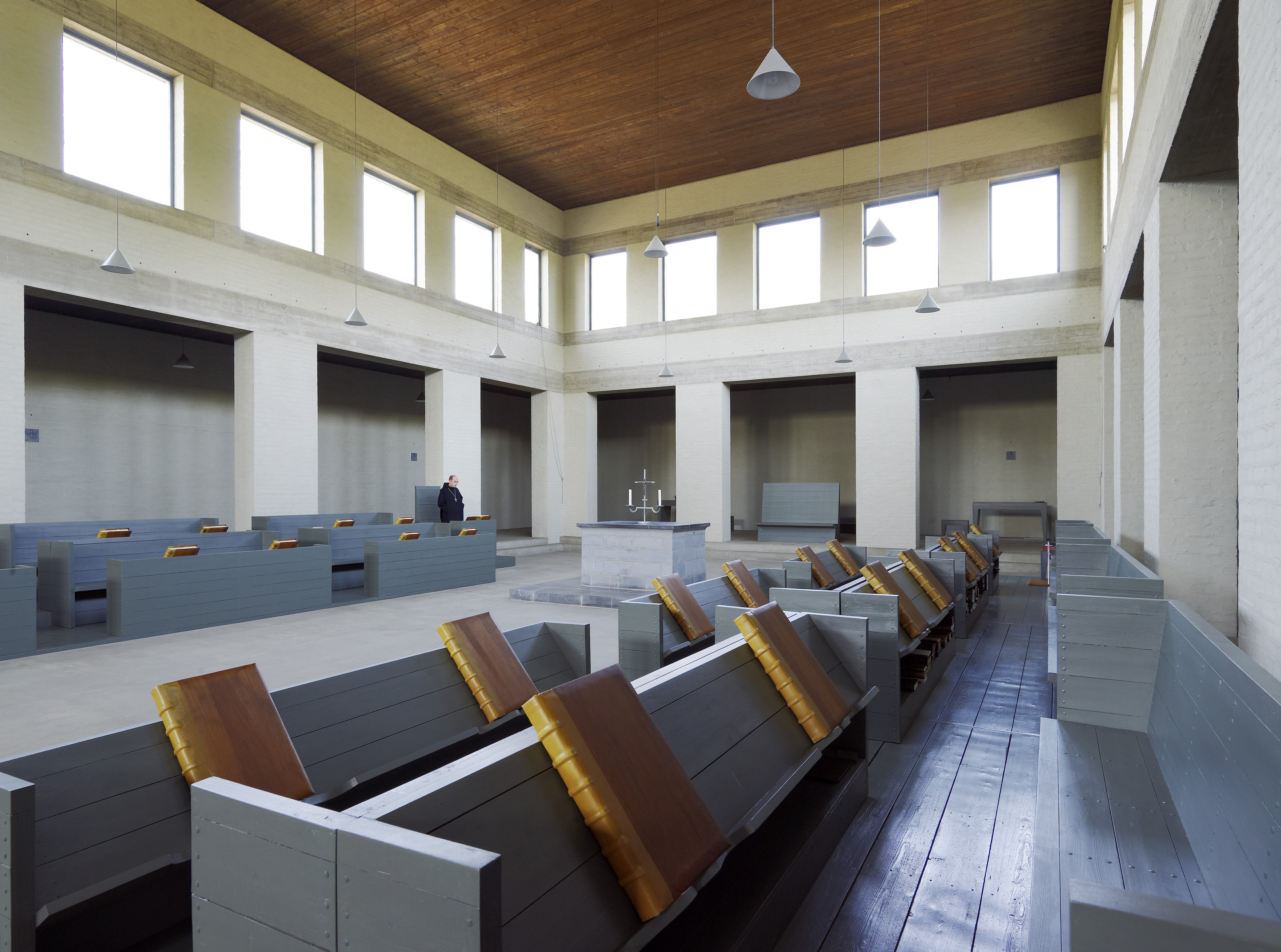
La iglesia de San Luis de la Abadía de Benedictusberg (1967), proyectada por Hans van der Laan, está diseñada empleando proporciones relacionadas con el número plástico

El arquitecto neerlandés y miembro de la Orden de San Benito, Hans van der Laan, dio el nombre de número de plástico (en neerlandés: het plastische getal) a esta constante en 1928. En 1924, cuatro años antes del nombramiento de van der Laan, el ingeniero francés Gérard Cordonnier ya había descubierto el número y se refirió a él como el número radiante (en francés: le nombre radiant). A diferencia de los nombres del número áureo y del número plateado, van der Laan no pretendía que la palabra plástico se refiriera a una sustancia específica, sino más bien en su sentido adjetivo, es decir, haciendo referencia a algo a lo que se le puede dar una forma tridimensional. Esto, según Richard Padovan, se debe a que las proporciones características del número, 34 y 17, se relacionan con los límites de la percepción humana al relacionar un tamaño físico con otro. Van der Laan diseñó la iglesia de la Abadía de St. Benedictusberg (1967) con estas proporciones numéricas plásticas.
El número plástico también se llama a veces número de plata, un nombre que le dio Midhat J. Gazalé y posteriormente utilizado por Martin Gardner, pero ese nombre se utiliza más comúnmente para el número plateado {\displaystyle 1+{\sqrt {2}},}, una de las proporciones de la familia de los números metálicos, descritos por primera vez por Vera de Spinadel en 1998.
Martin Gardner sugirió referirse a {\displaystyle \rho ^{2}} como "phi alta", y Donald Knuth creó una marca tipográfica especial para este nombre, una variante de la letra griega φ ("φ") con su círculo central levantado, asemejándose a la letra georgiana pari ("Ⴔ ").